# Othman El Kabir
Othman El Kabir, född 17 juli 1991 i Amsterdam, är en nederländsk fotbollsspelare. Hans äldre bror, Moestafa, är även han professionell fotbollsspelare.

## Karriär
El Kabirs moderklubb är Blauw-Wit Amsterdam. Han spelade därefter för DCG, innan han gick till FC Utrechts ungdomslag. Han återvände därefter till DCG innan han 2010 skrev på för svenska Sölvesborgs GoIF. Efter sejouren i Sverige flyttade han hem till Nederländerna och la av med fotbollen. Efter ett tags uppehåll fick han kontrakt med NAC Breda efter ett provspel.
I februari 2013 lämnade han klubben som han spelade för under ungdomskontrakt och skrev på för svenska Ängelholms FF. I februari 2015 skrev han på för AFC United.
I juli 2016 värvades El Kabir av Djurgårdens IF, där han skrev på ett 3,5-årskontrakt. I februari 2018 värvades El Kabir av ryska FC Ural. Han lämnade klubben den 30 juni 2021. Den 11 augusti 2023 blev El Kabir klar för Jönköpings Södra.